# Pengana robertbolesi
Pengana robertbolesi — викопний вид яструбоподібних птахів родини яструбових (Accipitridae), що існував у ранньому міоцені. Описаний з тибіотарсуса, що знайдений у відкладеннях формації Ріверслей у штаті Квінсленд на північному сході Австралії. Будова кістки дозволяла повертати ногу назад і вбік. Таким чином, птах був пристосований до того, щоб витягувати здобич з нори та щілини.